# 张仁铎
张仁铎，教授，研究领域为生物电化学系统的机理研究及其在环境领域的应用等。出版著作《空间变异理论及应用》等，中国教育部第三批“长江学者”特聘教授，

## 生平
1982年获得武汉水利电力大学（今武汉大学）水利工程学士学位；
1985年和1990年先后获得亚利桑那大学土壤和水科学硕士、博士学位，期间曾在校任助研；
1990年至1993年在美国农业部国家实验室（加州大学）从事博士后研究；
1993年至2005年在怀俄明大学再生资源系任教，2002年升任教授；
2001年至2004年在武汉大学水利工程系任特聘教授；
2004年至今，在中山大学环境科学与工程学院任教。